# Sundsvalls Handelsbank
Sundsvalls Handelsbank grundades 1872 i Sundsvall. Huvudkontoret låg i Sundsvall där man inledningsvis hyrde lokaler på Storgatan 22. 1903-1906 lät man efter Gustaf Wickmans ritningar resa ett nytt bankpalats på Storgatan 15. Banken hade även avdelningskontor på Drottninggatan 17 i Stockholm.
Banken hade ett nära samarbete med Stockholms Handelsbank, men kom 1917 att gå upp i Uplandsbanken.